# Ciolăneștii din Vale, Teleorman
Ciolăneștii din Vale este un sat în comuna Ciolănești din județul Teleorman, Muntenia, România. Se află în partea de vest a județului,  în Câmpia Găvanu-Burdea. La recensământul din 2002 avea o populație de 788 locuitori.